# أم هانئ بنت أبي طالب
أم هانئ فاختة بنت أبي طالب بن عبد المطلب الهاشمية القرشية تعرف بكنيتها التي اشتهرت بها وهي أم هانئ، هي بنت عم رسول الله واسمها فاختة أو هند بنت أبي طالب بن عبد المطلب بن هاشم بن عبد مناف بن قصي.
أمها فاطمة بنت أسد بن هاشم بن عبد مناف بن قصي تزوجها هبيرة بن أبي وهب المخزومي ولدت له جعدة بن هبيرة وأطعمها رسول الله في خيبر أربعين وسقا.

## زواجها
وقد أسلمت أم هانئ يوم فتح مكة، بينما فَرَّ زوجها هبيرة هاربًا.
وَعَنْ أُمِّ هانِئٍ بِنْتِ أَبِي طَالِبٍ قَالَتْ: خَطَبَنِي رَسُولُ اللَّهِ - صَلَّى اللَّهُ عَلَيْهِ وَسَلَّمَ - فَقُلْتُ: مَا بِي عَنْكَ رَغْبَةٌ يَا رَسُولَ اللَّهِ، وَلَكِنْ لَا أُحِبُّ أَنْ أَتَزَوَّجَ وَبَنِيَّ صِغَارٌ. فَقَالَ رَسُولُ اللَّهِ - صَلَّى اللَّهُ عَلَيْهِ وَسَلَّمَ - : «لِمَ؟ خَيْرُ نِسَاءٍ رَكِبْنَ الْإِبِلَ نِسَاءُ قُرَيْشٍ أَحْنَاهُ عَلَى طِفْلٍ فِي صِغَرِهِ وَأَرْعَاهُ عَلَى بَعْلٍ فِي ذَاتِ يَدِهِ». المعجم الكبير للطبراني 18 / 173 (20502) حسن
وعن عامر قال: خطب رسول الله، أم هانئ فقالت: يا رسول الله لأنت أحب إلي من سمعي وبصري، وحق الزوج عظيم فأخشى إن أقبلت على زوجي أن أضيع بعض شأني وولدي وإن أقبلت على ولدي أن أضيع حق الزوج. فقال رسول الله، : إن خير نساء ركبن الإبل نساء قريش، أحناه على ولد في صغره وأرعاه على بعل في ذات يده" سعد8/152 (صحيح مرسل)

## أبناؤها
كانت قبل إسلامها زوجة لهبيرة بن أبي وهب بن عمرو المخزومي، وأنجبتْ منه: جعدة ويوسف وعمرو. وقد تولى ابنها جعدة بن هبيرة ولاية خراسان في عهد علي بن أبي طالب.

## روايتها للأحاديث
روتْ عن النبي أحاديثَ، بلغت ستة وأربعين.
روي أنه لمّا عاد رسول الله من ثقيف (الطائف)، وكان حزينًا لإعراض أهلها عن دين اللَّه، توجه لزيارتها، ثم بات عندها، فكان ما كان من حادثة الإسراء والمعراج، فكانت أم هنئ تحدث بحديث الإسراء والمعراج، حتى قيل: ما ذكر الإسراء والمعراج إلا وذكر معه اسم أم هانئ.
قالت أم هانئ -رضى الله عنها-: عَنْ أُمّ هَانِئِ بِنْتِ أَبِي طَالِبٍ رَضِيَ اللّهُ عَنْهَا، وَاسْمُهَا هِنْدٌ، فِي مَسْرَى رَسُولِ اللّهِ صَلّى اللّهُ عَلَيْهِ وَسَلّمَ أَنّهَا كَانَتْ تَقُولُ مَا أُسْرِيَ بِرَسُولِ اللّهِ صَلّى اللّهُ عَلَيْهِ وَسَلّمَ إلّا وَهُوَ فِي بَيْتِي، نَامَ عِنْدِي تِلْكَ اللّيْلَةَ فِي بَيْتِي، فَصَلّى الْعِشَاءَ الْآخِرَةَ ثُمّ نَامَ وَنِمْنَا، فَلَمّا كَانَ قُبَيْلَ الْفَجْرِ أَهَبّنَا رَسُولُ اللّهِ صَلّى اللّهُ عَلَيْهِ وَسَلّمَ فَلَمّا صَلّى الصّبْحَ وَصَلّيْنَا مَعَهُ قَالَ يَا أُمّ هَانِئٍ لَقَدْ صَلّيْتُ مَعَكُمْ الْعِشَاءَ الْآخِرَةَ كَمَا رَأَيْتِ بِهَذَا الْوَادِي، ثُمّ جِئْتُ بَيْتَ الْمَقْدِسِ فَصَلّيْت فِيهِ ثُمّ قَدْ صَلّيْت صَلَاةَ الْغَدَاةِ مَعَكُمْ الْآنَ كَمَا تَرَيْنَ ثُمّ قَامَ لِيَخْرُجَ فَأَخَذْتُ بِطَرَفِ رِدَائِهِ فَتَكَشّفَ عَنْ بَطْنِهِ كَأَنّهُ قُبْطِيّةٌ مَطْوِيّةٌ فَقُلْت لَهُ يَا نَبِيّ اللّهِ لَا تُحَدّثْ بِهَذَا النّاسَ فَيُكَذّبُوك وَيُؤْذُوك، قَالَ وَاَللّهِ لأحدثنهموه. قَالَتْ فَقُلْت لِجَارِيَةِ لِي حَبَشِيّةٍ وَيْحَك اتْبَعِي رَسُولَ اللّهِ صَلّى اللّهُ عَلَيْهِ وَسَلّمَ حَتّى تَسْمَعِي مَا يَقُولُ لِلنّاسِ وَمَا يَقُولُونَ لَهُ. فَلَمّا خَرَجَ رَسُولُ اللّهِ صَلّى اللّهُ عَلَيْهِ وَسَلّمَ إلَى النّاسِ أَخْبَرَهُمْ فَعَجِبُوا وَقَالُوا: مَا آيَةُ ذَلِكَ يَا مُحَمّدُ؟ فَإِنّا لَمْ نَسْمَعْ بِمِثْلِ هَذَا قَطّ؛ قَالَ آيَةُ ذَلِكَ أَنّي مَرَرْت بِعِيرِ بَنِي فُلَانٍ بِوَادِي كَذَا وَكَذَا. فَأَنْفَرَهُمْ حِسّ الدّابّةِ فَنَدّ لَهُمْ بَعِيرٌ فَدَلَلْتُهُمْ عَلَيْهِ وَأَنَا مُوَجّهٌ إلَى الشّامِ. ثُمّ أَقْبَلْتُ حَتّى إذَا كُنْتُ بِضَجَنَانَ مَرَرْتُ بِعِيرِ بَنِي فُلَانٍ فَوَجَدْتُ الْقَوْمَ نِيَامًا، وَلَهُمْ إنَاءٌ فِيهِ مَاءٌ قَدْ غَطّوْا عَلَيْهِ بِشَيْءِ فَكَشَفْتُ غِطَاءَهُ وَشَرِبْتُ مَا فِيهِ كَانَ؟ وَآيَةُ ذَلِكَ أَنّ عِيرَهُمْ الْآنَ يَصُوبُ مِنْ الْبَيْضَاءِ ثَنِيّةِ التّنْعِيمِ يَقْدُمُهَا جَمَلٌ أَوْرَقُ عَلَيْهِ غِرَارَتَانِ إحْدَاهُمَا سَوْدَاءُ وَالْأُخْرَى بَرْقَاءُ. قَالَتْ فَابْتَدَرَ الْقَوْمُ الثّنِيّةَ فَلَمْ يَلْقَهُمْ أَوّلُ مِنْ الْجَمَلِ كَمَا وَصَفَ لَهُمْ وَسَأَلُوهُمْ عَنْ الْإِنَاءِ فَأَخْبَرُوهُمْ أَنّهُمْ وَضَعُوهُ مَمْلُوءًا مَاءً ثُمّ غَطّوْهُ وَأَنّهُمْ هَبّوا فَوَجَدُوهُ مُغَطّى كَمَا غَطّوْهُ وَلَمْ يَجِدُوا فِيهِ مَاءً. وَسَأَلُوا الْآخَرِينَ وَهُمْ بِمَكّةَ، فَقَالُوا: صَدَقَ وَاَللّهِ لَقَدْ أُنْفِرْنَا فِي الْوَادِي الّذِي ذَكَرَ وَنَدّ لَنَا بَعِيرٌ فَسَمِعْنَا صَوْتَ رَجُلٍ يَدْعُونَا إلَيْهِ حَتّى أَخَذْنَاهُ. ابن هشام 1 / 402بلاغاً.
عَنْ أُمِّ هَانِئٍ قَالَتْ أَتَيْتُ إِلَى رَسُولِ اللَّهِ—فَقُلْتُ يَا رَسُولَ اللَّهِ دُلَّنِى عَلَى عَمَلٍ فَإِنِّى قَدْ كَبِرْتُ وَضَعُفْتُ وَبَدَّنْتُ. فَقَالَ «كَبِّرِى اللَّهَ مِائَةَ مَرَّةٍ وَاحْمَدِى اللَّهَ مِائَةَ مَرَّةٍ وَسَبِّحِى اللَّهَ مِائَةَ مَرَّةٍ خَيْرٌ مِنْ مِائَةِ فَرَسٍ مُلْجَمٍ مُسْرَجٍ فِى سَبِيلِ اللَّهِ وَخَيْرٌ مِنْ مِائَةِ بَدَنَةٍ وَخَيْرٌ مِنْ مِائَةِ رَقَبَةٍ» ابن ماجه.

### روايتها في الصحيحين
عن أُمِّ هَانِئ بِنْتِ أَبِى طَالِبٍ بنت ارطئة قالتْ: ذَهَبْتُ إِلَى رَسُولِ اللَّهِ - - عَامَ الْفَتْحِ، فَوَجَدْتُهُ يَغْتَسِلُ، وَفَاطِمَةُ ابْنَتُهُ تَسْتُرُهُ قَالَتْ فَسَلَّمْتُ عَلَيْهِ فَقَالَ «مَنْ هَذِهِ». فَقُلْتُ أَنَا أُمُّ هَانِئٍ بِنْتُ أَبِى طَالِبٍ. فَقَالَ «مَرْحَبًا بِأُمِّ هَانِئٍ». فَلَمَّا فَرَغَ مِنْ غُسْلِهِ، قَامَ فَصَلَّى ثَمَانِىَ رَكَعَاتٍ، مُلْتَحِفًا فِى ثَوْبٍ وَاحِدٍ، فَلَمَّا انْصَرَفَ قُلْتُ يَا رَسُولَ اللَّهِ، زَعَمَ ابْنُ أُمِّى أَنَّهُ قَاتِلٌ رَجُلاً قَدْ أَجَرْتُهُ فُلاَنَ بْنَ هُبَيْرَةَ. فَقَالَ رَسُولُ اللَّهِ - - «قَدْ أَجَرْنَا مَنْ أَجَرْتِ يَا أُمَّ هَانِئٍ». قَالَتْ أُمُّ هَانِئٍ وَذَاكَ ضُحًى. البخاري (357)

## وفاتها
تُوفيت أم هانئ سنة خمسين هجرية.